# اسپرس کم‌گل تفتانی
اسپرس کم‌گل تفتانی (نام علمی: Onobrychis laxifloraSubsp. Subspe taftanica) نام یک زیر گونه از سرده اسپرس است.